# Elsa Maria Bud
Elsa Maria Bud (geboren am 22. Januar 1883 als Elsa Maria Glogowski in Berlin; gestorben nach 1943) war eine deutsche Schriftstellerin.

## Leben
Bud war die Tochter des Holzhändlers Zacharias Glogowski und der Maria Babette, geb. Otto. Sie heiratete am 29. Januar 1906 den Kaufmann Georg Bud und hatte zwei Kinder.
Über ihr Leben ist nur wenig bekannt. Sie lebte in den 1920er Jahren in Berlin und veröffentlichte mehrere Romane. Diese spielten häufig in Berlin und stellten Zeitprobleme aus der Perspektive der Frau dar. Der Roman Die Werdenden „dreht sich um die Ausbruchsversuche aus der bürgerlichen Gesellschaft“, Bravo Musch! (1931) ist eine Liebesgeschichte. Einige Romane wurden nur in Zeitschriften veröffentlicht, darunter der „Eheroman“ Schatten-Ehen (1928, Hannoverscher Kurier) und der im Ruhrgebiet spielende Roman Zwischen Eisen und Ina (1931, Deutsche Frauenzeitung). In den 1930er Jahren wandte sie sich Kriminalromanen zu; gemeinsam mit ihrer Tochter Carmen Bud, verheiratete Lindhold (geboren 1911 oder 1917) verfasste sie Alarm im Mietshaus (1933), ferner Das spanische Bild (1935), in dessen Zentrum ein Künstlerehepaar steht.
Sie emigrierte 1933 mit ihrem Mann nach Dänemark; 1943 kam sie mit der Rettung der dänischen Juden nach Schweden. Mit dem Roman Der Aufbruch nach Eden (ungedruckt) nahm sie 1939 am Wettbewerb der American Guild for German Cultural Freedom teil.

## Werke
- Familie Götzel. Roman. Concordia Deutsche Verlags-Anstalt, Berlin 1914.
- Rosenschmied. Novellette. Ph. Reclam, Leipzig [um 1920].
- Die Werdenden. Roman. J. Engelhorns Nachf., Stuttgart 1921.
- Doktor Gallieni. Roman. Drei Masken-Verlag, München 1923.
- Bravo Musch! Die Buchgemeinde, Berlin 1931.
- Alarm im Mietshaus. Kriminalroman. Ullstein, Berlin 1933.
- Drei Schwestern stehen am Kreuzweg. Aufwärts-Verlag, Halle 1933/34.
- Das spanische Bild. Kriminalroman. Ullstein, Berlin 1935.